# Another Gay Sequel: Gays Gone Wild!
Another Gay Sequel: Gays Gone Wild! è un film del 2008 diretto da Todd Stephens. È il sequel del film del 2006 Another Gay Movie, e presenta cinque membri del cast del primo film: Jonah Blechman (Nico Hunter), Ashlie Atkinson (Dawn Muffler), Scott Thompson (Mr. Wilson), Stephanie McVay (Mrs. Hunter) e Andersen Gabrych. È stato distribuito in sette sale cinematografiche ed è stato proiettato per 10 settimane prima di essere distribuito in DVD. Ha avuto un'accoglienza negativa, in contrasto con il primo film, che è diventato un piccolo cult.
Nancy Sinatra, che ha cantato la canzone Another Gay Sunshine Day per il primo film, riceve "ringraziamenti speciali". Il cantante RuPaul ha annunciato sul suo sito web che lui e Lady Bunny avevano registrato una canzone per la colonna sonora che sarebbe stata pubblicata come singolo, ma i produttori del film alla fine hanno scartato quella canzone. Hanno usato un olo di Lady Bunny. Quella canzone non fu pubblicata come singolo, e fu sostituita dalla canzone The Clap di Perez Hilton. Il duetto di RuPaul e Lady Bunny è stato successivamente pubblicato come bonus track dell'album di RuPaul Champion.

## Trama
Andy, Nico, Jarod e Griff si riuniscono a Fort Lauderdale per le vacanze di primavera. Giunti a destinazione i quattro amici si ritroveranno a partecipare ad un'insolita competizione chiamata Gays Gone Wild: per vincerla è necessario guadagnare il maggior numero di timbri avendo rapporti sessuali con il maggior numero di ragazzi presenti nel villaggio turistico.
Andy sembra non avere problemi a convincere gli uomini a fare sesso con lui, ma rimane turbato quando si innamora di Luis, un bello e affascinante giovane vergine; Nico non attira affatto gli uomini ed ha continue visioni fantasy inerenti a un bel sirenetto; Jarod e Griff, che formano ormai una coppia, hanno problemi a partecipare al concorso. Nel frattempo, un trio composto da ragazzi col nome Jasper sembra essere desideroso di vincere il concorso con qualsiasi mezzo.

## Produzione
La maggior parte delle riprese si è svolta a Fort Lauderdale, con alcune scene finali a Los Angeles. Le riprese si sono svolte nel dicembre 2007. Il film è stato presentato al Frameline Film Festival di San Francisco il 28 giugno 2008.
L'apertura del film spoofed Il mago di Oz. Gli attori che interpretano Andy (Michael Carbonaro), Jarod (Jonathan Chase) e Griff (Mitch Morris) nel primo film sono stati uccisi, in una spiegazione parziale dell'assenza degli attori dal sequel. La signora Hunter (Stephanie McVay) in seguito ha detto che "fare due film gay di fila farà credere alla gente che sei effettivamente gay", un'allusione a ciò che gli agenti degli attori potrebbero aver detto.

## Accoglienza

### Critica
Il film ha ricevuto il 20% dei punteggi su Rotten Tomatoes.

## Citazioni[3]
- Il nome Rodzilla è una chiara citazione di Godzilla.
- Nel film viene a volte fatto il saluto vulcaniano della serie Star Trek.
- La musica ricorda la colonna sonora della serie Missione impossibile.